# أحمد حسن راؤول
أحمد حسن راؤول مؤلف وشاعر غنائي، من مواليد 10 أغسطس 1985

.

## النشأة
نشأ بالسعودية ودرس القران الكريم كاملا حتى أنه يعتبر هذه الفترة هي أهم فترة في حياته الأدبية التعليمية حيث تعلم الأدب واللغة من اعظم كتاب أدبي وهو القران، بدأ الشعر منذ الصغر.

## أعماله الغنائية

### أغانيرنا سماحة
- مش ضعيفة [3][4]
- مخلوقه ليه [5][6]
- مسبب الأسباب [7]
- تاريخ جديد
- اعمل خير.. ديو مع محمد عباس

مصر اللى بجد (اوبريت)

### أغاني بلاك تيما
- ليه وصلنا لكده [8]
- اوقات بنوعد [9]

### ياسمين نيازي
- بتمنى ايه [10]
- سبحان الله

### أغاني شريف عبد المنعم
- شريطة سوده
- إدخلوها آمنين

### أغانينسمة محجوب
- في كل ادان
- مليون سور

### أغاني منفرده
- أغنية دعوة حب.. سهيلة بن لشهب
- دعاء علاقتي بربنا.. كنزة مرسلي
- أغنية خلاص متنازلة.. ميرفت وجدي
- أغنية الحكاية ياسمين علي
- يادي الصدف خولة بن عمران
- مفكرتش تكلمني خولة بن عمران
- أغنية أنت فاكرني منهم «آيه عبد الرؤوف»
- أغنية اوتوبيس 8
- أغنية المظاهر «هايدي موسي» [11]
- أغنية زينة ماتت.. عماد كمال
- أغنية راهنتيهم عليا.. عماد كمال
- شارك بكتابة بعض اشعار وأغاني برنامج اسعدالله مساءكم للإعلامي أكرم حسني

### تترات برامج
- وسيم هدهد للإعلامي اكرم حسني
- برنامج مواطن مصري على نجوم اف ام
- برنامج سهرة مع النجوم

### برامجه الإذاعية
- 2010 برنامج قعدة مع راؤول
- 2012 برنامج اوتوبيس 25
- 2013 برنامج المواجهة مع راؤول

### تعاون مع الملحنعمرو مصطفى
- اوبريت مصر اللي بجد [12]
- "أغنية "من هنا".. أغنية احتفالية مرور عام على قناة السويس الجديدة [13]
- إعلانات: (حديد المصريين - تسيباس - مكرونة حوا)
- بروموهات برامج الراديو 9090 رمضان 2016 [14]
- أغاني مسرحية أهلا رمضان لـ محمد رمضان

## التكريمات والجوائز
- حصل على جائزة أفضل شاعر في جامعة عين شمس 6 سنوات على التوالي من 2003 [15]
- حصل على جائزة خاصة من برنامج اسهر معانا على قناة النيل للمنوعات [16]
- حصل على جائزة أفضل شاعر عربي شاب من إحدى المراكز الثقافية في عام 2009 في تونس عن كتاب اوتوبيس 8 [17]
- حصل على جائزة أفضل مقدم راديو إنترنت في موسم 2009-2010 من مجلة نجوم العرب.
- حصل على جائزة أفضل ممثل في مهرجان الأسر في جامعة عين شمس في عام 2003 .

- أعماله الأدبية: كتاب اوتوبيس 8 .. عام 2008

## أعمال سابقة
- عمل كمذيع براديو جامعة عين شمس من 2010 إلى 2011 .
- عمل مذيع في إذاعة (حقوق) التابعة ل (المنظمة الدولية لحقوق الإنسان) في عام 2011
- مؤلف كتاب (autobes 8) سنة 2008
- عمل مذيع براديو معاك التابع لجريدة الفجر المصرية من 2013 حتي الآن
- كان مدير المركز الإعلامي لجامعة عين شمس عام 2011.
- مدير معسكر اعداد القادة الإعلاميين في جامعة عين شمس عام 2012 .

## وصلات خارجية
- أحمد حسن راؤول  على فيسبوك.